# 荒川友司
荒川 友司（あらかわ ともじ、1942年11月16日 - 2000年8月27日）は、地方競馬・笠松競馬場に所属していた調教師。

## 来歴
北海道沙流郡門別町出身。中学校卒業後の1959年に道営競馬で厩務員となり、笠松競馬へ移籍後の1963年に騎手免許を取得する。
1967年サラブレッド大賞(笠松)でダートオーに騎乗し重賞初勝利。他に準重賞時代の1971年第1回秋風ジュニアをスピーデーコンカーに騎乗し勝利している。1968年結婚。
1972年に調教師免許を取得。地方競馬通算1384勝、重賞101勝の実績を挙げ、NARグランプリでは受賞者の常連であった。1995年には管理馬のライデンリーダーが中央競馬の報知杯4歳牝馬特別で優勝。1997年の全日本サラブレッドカップでは管理馬が1着から3着までを独占するなど、交流競走でも結果を残した。
1999年秋に肺癌のため闘病生活に入り、翌2000年8月に現役のまま死去。

## 受賞歴
- NARグランプリ最優秀調教師賞5回[1][2][5]、優秀調教師賞5回[1][5]
- NARグランプリ特別賞（2000年）[5]

## おもな管理馬
- ワカオライデン[10][3]
- サブリナチェリー[10]
- マツクスフリート[10]
- タイプスワロー
- ウットマン
- サンディチェリー
- トミケンライデン[7]
- ライデンリーダー[1]
- マジックリボン[11]
- シンプウライデン[11]
- トミケンクイン[1]